# José Álvarez de Bohórquez
José Álvarez de las Asturias de Bohórquez y Goyeneche, Marqués de los Trujillos (Madrid, 23 de março de 1895 - 27 de fevereiro de 1993) foi um ginete espanhol, especialista em saltos, campeão olímpico.

## Carreira
José Álvarez de Bohórquez representou seu país nos Jogos Olímpicos de 1924, 1928, na qual conquistou a medalha de ouro nos saltos por equipes, em 1928.